# Günthersleben-Wechmar
Günthersleben-Wechmar este o comună din landul Turingia, Germania.